# 余洙
余洙（1463年—？），字宗魯，應天府溧陽縣人，民籍，明朝政治人物。

## 生平
成化二十二年（1486年）丙午科應天府鄉試第十五名舉人。弘治九年（1496年）中式丙辰科會試第十八名，三甲第一百九十九名進士。官至南京户部主事。

## 家族
曾祖余季和；祖父余讓；父余忱，母張氏；繼母陳氏。具庆下。兄渊、溢（贡士）、弟泗、泮、溟、沔。